# サッカーガーンジー島代表
サッカーガーンジー島代表（サッカーガーンジーとうだいひょう）は、ガーンジー島サッカー協会により編成されるガーンジー島のサッカーのナショナルチームである。ガーンジー島代表は、FIFA及び、UEFAに加盟していない。
ジャージー島及びオルダニー島の間で1905年から開催されている、ムラッチ・カップでの試合がメインである。優勝回数はジャージー島に次ぐ44回（2012年現在。2012年大会で優勝した。）を記録している。
国際アイランドゲームズ協会に属しており、アイランドゲームズのサッカー競技では2001年、2003年と連覇を果たした。